# Symbol
Symbol è un font per scrivere caratteri dell'alfabeto greco e simboli matematici.
Symbol è uno dei quattro font standard disponibili su tutte le stampanti basate su PostScript, a partire dal LaserWriter originale di Apple (1985). Contiene un alfabeto greco completo non accentato (maiuscolo e minuscolo) e una selezione di simboli matematici comunemente usati. Nella misura in cui si adatta a qualsiasi classificazione standard, è un font serif progettato nello stile di Times New Roman.

## Struttura
|    | .0     | .1      | .2     | .3     | .4     | .5     | .6     | .7     | .8     | .9     | .A     | .B     | .C     | .D     | .E     | .F     |
| 0. |        |         |        |        |        |        |        |        |        |        |        |        |        |        |        |        |
| 1. |        |         |        |        |        |        |        |        |        |        |        |        |        |        |        |        |
| 2. | 20     | ! 21    | ∀ 2200 | # 23   | ∃ 2203 | % 25   | & 26   | ∋ 220B | ( 28   | ) 29   | ∗ 2217 | + 2B   | , 2C   | − 2212 | . 2E   | / 2F   |
| 3. | 0 30   | 1 31    | 2 32   | 3 33   | 4 34   | 5 35   | 6 36   | 7 37   | 8 38   | 9 39   | : 3A   | ; 3B   | < 3C   | = 3D   | > 3E   | ? 3F   |
| 4. | ≅ 2245 | Α 391   | Β 392  | Χ 3A7  | Δ 394  | Ε 395  | Φ 3A6  | Γ 393  | Η 397  | Ι 399  | ϑ 3D1  | Κ 39A  | Λ 39B  | Μ 39C  | Ν 39D  | Ο 39F  |
| 5. | Π 3A0  | Θ 398   | Ρ 3A1  | Σ 3A3  | Τ 3A4  | Υ 3A5  | ς 3C2  | Ω 3A9  | Ξ 39E  | Ψ 3A8  | Ζ 396  | [ 5B   | ∴ 2234 | ] 5D   | ⊥ 22A5 | _ 5F   |
| 6. |        | α 3B1   | β 3B2  | χ 3C7  | δ 3B4  | ε 3B5  | φ 3C6  | γ 3B3  | η 3B7  | ι 3B9  | ϕ 3D5  | κ 3BA  | λ 3BB  | μ 3BC  | ν 3BD  | ο 3BF  |
| 7. | π 3C0  | θ 3B8   | ρ 3C1  | σ 3C3  | τ 3C4  | υ 3C5  | ϖ 3D6  | ω 3C9  | ξ 3BE  | ψ 3C8  | ζ 3B6  | { 7B   | \| 7C  | } 7D   | ∼ 223C |        |
| 8. |        |         |        |        |        |        |        |        |        |        |        |        |        |        |        |        |
| 9. |        |         |        |        |        |        |        |        |        |        |        |        |        |        |        |        |
| A. | € 20AC | ϒ 3D2   | ′ 2032 | ≤ 2264 | ⁄ 2044 | ∞ 221E | ƒ 192  | ♣ 2663 | ♦ 2666 | ♥ 2665 | ♠ 2660 | ↔ 2194 | ← 2190 | ↑ 2191 | → 2192 | ↓ 2193 |
| B. | ° B0   | ± B1    | ″ 2033 | ≥ 2265 | × D7   | ∝ 221D | ∂ 2202 | • 2022 | ÷ F7   | ≠ 2260 | ≡ 2261 | ≈ 2248 | … 2026 | ⏐ 23D0 | ⎯ 23AF | ↵ 21B5 |
| C. | ℵ 2135 | ℑ 2111  | ℜ 211C | ℘ 2118 | ⊗ 2297 | ⊕ 2295 | ∅ 2205 | ∩ 2229 | ∪ 222A | ⊃ 2283 | ⊇ 2287 | ⊄ 2284 | ⊂ 2282 | ⊆ 2286 | ∈ 2208 | ∉ 2209 |
| D. | ∠ 2220 | ∇ 2207  | ® AE   | © A9   | ™ 2122 | ∏ 220F | √ 221A | ⋅ 22C5 | ¬ AC   | ∧ 2227 | ∨ 2228 | ⇔ 2518 | ⇐ 21D0 | ⇑ 21D1 | ⇒ 21D2 | ⇓ 21D3 |
| E. | ◊ 25CA | 〈 2329 | ® AE   | © A9   | ™ 2122 | ∑ 2211 | ⎛ 239B | ⎜ 239C | ⎝ 239D | ⎡ 23A1 | ⎢ 23A2 | ⎣ 23A3 | ⎧ 23A7 | ⎨ 23A8 | ⎩ 23A9 | ⎪ 23AA |
| F. |        | 〉 232A | ∫ 222B | ⌠ 2320 | ⎮ 23AE | ⌡ 2321 | ⎞ 239E | ⎟ 239F | ⎠ 23A0 | ⎤ 23A4 | ⎥ 23A5 | ⎦ 23A6 | ⎫ 23AB | ⎬ 23AC | ⎭ 23AD |        |

| Maiuscolo | Maiuscolo | Maiuscolo | Maiuscolo | Maiuscolo | Maiuscolo | Maiuscolo | Maiuscolo | Maiuscolo | Maiuscolo | Maiuscolo | Maiuscolo | Maiuscolo | Maiuscolo | Maiuscolo | Maiuscolo | Maiuscolo | Maiuscolo | Maiuscolo | Maiuscolo | Maiuscolo | Maiuscolo | Maiuscolo | Maiuscolo | Maiuscolo | Maiuscolo |
| --------- | --------- | --------- | --------- | --------- | --------- | --------- | --------- | --------- | --------- | --------- | --------- | --------- | --------- | --------- | --------- | --------- | --------- | --------- | --------- | --------- | --------- | --------- | --------- | --------- | --------- |
| Default   | Α         | Β         | Γ         | Δ         | Ε         | Ζ         | Η         | Θ         | Ι         | Κ         | Λ         | Μ         | Ν         | Ξ         | Ο         | Π         | Ρ         |           | Σ         | Τ         | Υ         | Φ         | Χ         | Ψ         | Ω         |
| Times     | Α         | Β         | Γ         | Δ         | Ε         | Ζ         | Η         | Θ         | Ι         | Κ         | Λ         | Μ         | Ν         | Ξ         | Ο         | Π         | Ρ         |           | Σ         | Τ         | Υ         | Φ         | Χ         | Ψ         | Ω         |
| Symbol    | Α         | Β         | Γ         | Δ         | Ε         | Ζ         | Η         | Θ         | Ι         | Κ         | Λ         | Μ         | Ν         | Ξ         | Ο         | Π         | Ρ         |           | Σ         | Τ         | Υ         | Φ         | Χ         | Ψ         | Ω         |
| Symbol*   | A         | B         | G         | D         | E         | Z         | H         | Q         | I         | K         | L         | M         | N         | X         | O         | P         | R         |           | S         | T         | U         | F         | C         | Y         | W         |
| Minuscolo |           |           |           |           |           |           |           |           |           |           |           |           |           |           |           |           |           |           |           |           |           |           |           |           |           |
| Default   | α         | β         | γ         | δ         | ε         | ζ         | η         | θ         | ι         | κ         | λ         | μ         | ν         | ξ         | ο         | π         | ρ         | ς         | σ         | τ         | υ         | φ         | χ         | ψ         | ω         |
| Times     | α         | β         | γ         | δ         | ε         | ζ         | η         | θ         | ι         | κ         | λ         | μ         | ν         | ξ         | ο         | π         | ρ         | ς         | σ         | τ         | υ         | φ         | χ         | ψ         | ω         |
| Symbol    | α         | β         | γ         | δ         | ε         | ζ         | η         | θ         | ι         | κ         | λ         | μ         | ν         | ξ         | ο         | π         | ρ         | ς         | σ         | τ         | υ         | φ         | χ         | ψ         | ω         |
| Symbol*   | a         | b         | g         | d         | e         | z         | h         | q         | i         | k         | l         | m         | n         | x         | o         | p         | r         | V         | s         | t         | u         | f         | c         | y         | w         |

*codificato come ASCII per le versioni precedenti del carattere

## Uso nel web
Symbol si può incorporare in una pagina web. L'uso del carattere Symbol nelle espressioni matematiche faceva parte di una raccomandazione del W3C per HTML 4. Al tempo di quella raccomandazione originale (dicembre 1997), l'unico modo nativo per visualizzare molti simboli matematici in HTML era un uso diretto del carattere Symbol. Tali riferimenti espliciti sono ora fortemente sconsigliati per i nuovi documenti, ma sopravvivono in molte pagine esistenti su Internet. Inoltre, il carattere Symbol fornisce grafici che sono specificamente intesi come componenti del layout bidimensionale delle espressioni matematiche.
Dalla nascita di HTML5 e di MathML i simboli e le espressioni matematiche sono incorporabili in una pagina web senza l'uso di font. Con CSS3 è anche possibile formattare graficamente tali simboli e formule.
Di seguito alcuni esempi di simboli latini incorporati in una pagina web confrontati con Unicode U+0000 – U+007F (0–127):

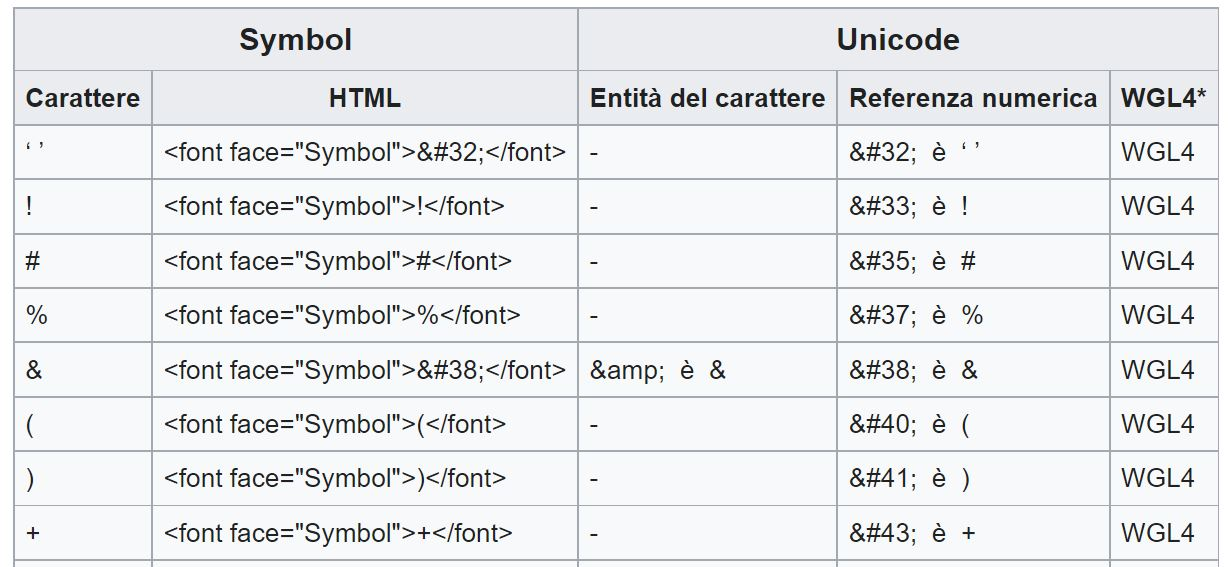
Windows Glyph List 4